# Атлетика на Летњим олимпијским играма 1900 — 400 метара препоне за мушкарце
Трчање на 400 метара препоне је атлетска дисциплина која је уврштена први пут у програм Олимпијских игара 1900. у Паризу. Такмичење је одржано у Булоњској шуми на кружној стази обима 500 метара. Клалификације су биле 14. јула а финале 15. јула 1900. Учествовало је пет такмичара такмичара из четири земље.

## Земље учеснице
- Бохемија {1}
- Канада (1)
- САД (2)
- Француска (1)

## Рекорди пре почетка такмичења
| Најбољи резултат на свету | 56,4(*)                        | Џером Бак                      | Њујорк (САД)                   | 19. септембар 1896.            |                                |
| Олимпијски рекорд         | први пут на олимпијским играма | први пут на олимпијским играма | први пут на олимпијским играма | први пут на олимпијским играма | први пут на олимпијским играма |

(*) овај резултат је био незваничан, јер је био остварен у трци на 440 јарди, односно на 402,34 м

## Освајачи медаља
|                               |                      |                   |
| Џон Туксбери Сједињене Државе | Анри Тозен Француска | Џорџ Ортон Канада |

## Нови рекорди после завршетка такмичења
| Олимпијски рекорд | 57,6 | Џон Туксбери | Сједињене Државе | Париз, Француска | 15. јул 1900. |

## Резултати

### Полуфинале
У полуфиналу које је одржано 14. јули такмичари се посељени у две групе. Прва двојица из сваке групе пласирао се у финале, што значи да је само један такмичар био елиминисан.
Група 1
| Место | Атлетичар              | Време       |
| ----- | ---------------------- | ----------- |
| 1     | Џон Туксбери САД       | 1:01,0 (ОР) |
| 2     | Вилијам Луис САД       | непознато   |
| 3     | Карел Недвед Бохемија. | непознато   |

Теуксбури је лако победио Луиса који је био други. То је значило да Недвед, који је био трећи једини елиминисани такмичар у полуфиналу.
Група 2
| Место | Атлетичар            | Време    |
| ----- | -------------------- | -------- |
| 1     | Анри Тозен Француска | (1:00,2) |
| 2     | Џорџ Ортон Канада    | (1:00,2) |

Само два такмичара и оба су се квалификовала и постигла исто време. Тозин је био мало испред, али то у овој трци није било битно.

### Финале
| Место | Атлетичар            | Време          |
| ----- | -------------------- | -------------- |
| 1     | Џон Туксбери САД     | 57,6 ОР        |
| 2     | Анри Тозен Француска | 58,3 с         |
| 3     | Џорџ Ортон Канада    | непознато      |
| —     | Вилијам Луис САД     | није стартовао |

Леуис није стартовао из верских разлога јер се трка одржавала у недељу 15. јула. Трку је од почетка до краја вови Туксбери који је и победио са предношћу од 5 метара.

## Биланс медаља
|   | Држава     | Злато | Сребро | Бронза | Укупно |
| - | ---------- | ----- | ------ | ------ | ------ |
| 1 | САД        | 1     | 0      | 0      | 1      |
| 2 | Француска  | 0     | 1      | 0      | 1      |
| 3 | Канада     | 0     | 0      | 1      | 1      |
|   | Укупно (3) | 1     | 1      | 1      | 3      |